# La Unión, Valle del Cauca
La Unión är en kommunhuvudort i Colombia.   Den ligger i departementet Valle del Cauca, i den centrala delen av landet, 220 km väster om huvudstaden Bogotá. La Unión ligger 967 meter över havet och antalet invånare är 23 459.
Terrängen runt La Unión är varierad. Runt La Unión är det ganska tätbefolkat, med 96 invånare per kvadratkilometer. Närmaste större samhälle är Zarzal, 15,7 km söder om La Unión. Omgivningarna runt La Unión är en mosaik av jordbruksmark och naturlig växtlighet.